# Auguste Marie Henri Picot de Dampierre

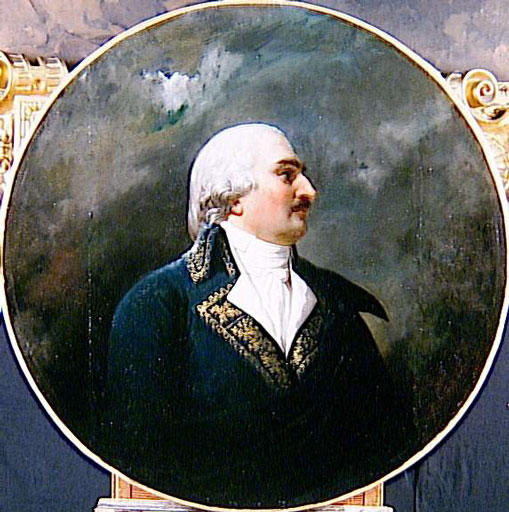
General de Dampierre

Auguste Marie Henri Picot, marquis de Dampierre (* 19. August 1756 in Paris; † 9. Mai 1793 bei Valenciennes) war ein französischer Général de division.
Dampierre war Leutnant bei den königlichen Garde und lernte in Berlin die Einrichtungen des preußischen Heeres kennen und schätzen. Beim Ausbruch der Französischen Revolution wurde er Präsident des Départements Aube, 1791 Adjutant Rochambeaus und bald darauf Colonel des 5e régiment de dragons. 
Nach der Kanonade bei Valmy am 20. September 1792 wurde Dampierre zum Général de division befördert und trug durch seine Energie in der Schlacht bei Jemappes (am 9. November 1792) wesentlich zum Sieg der französischen Truppen über die Österreicher unter dem Herzog von Sachsen-Teschen bei. In der Schlacht bei Neerwinden befehligte er unter dem Herzog von Chartres am 18. März 1793 eine erfolgreiche Division im Zentrum, wurde aber durch die Niederlage des linken Flügels mitgerissen. Nach der Flucht des Generals Dumouriez zu den Österreichern übernahm Dampierre den Oberbefehl der Nordarmee und griff am 8. Mai 1793 zum Entsatz der Stadt Condé-sur-l’Escaut die stärkeren Österreicher an, wobei ihm am Abend bei Raismes durch eine Kanonenkugel der rechte Schenkel weggerissen wurde. Auguste Henri Marie Picot, marquis de Dampierre starb am folgenden Tag an seinen Verletzungen.

## Ehrungen
Sein Name ist am Triumphbogen in Paris in der 3. Spalte eingetragen.